# 四乙基氰化铵
四乙基氰化铵是一种季铵盐，化学式为[N(C2H5)4]CN。它可由四乙基溴化铵在无水甲醇中用离子交换树脂处理得到，或通过四乙基氟硼酸铵和氰化钾反应制得。它可用于有机合成或制备金属氰配合物。